# Oculus Rift

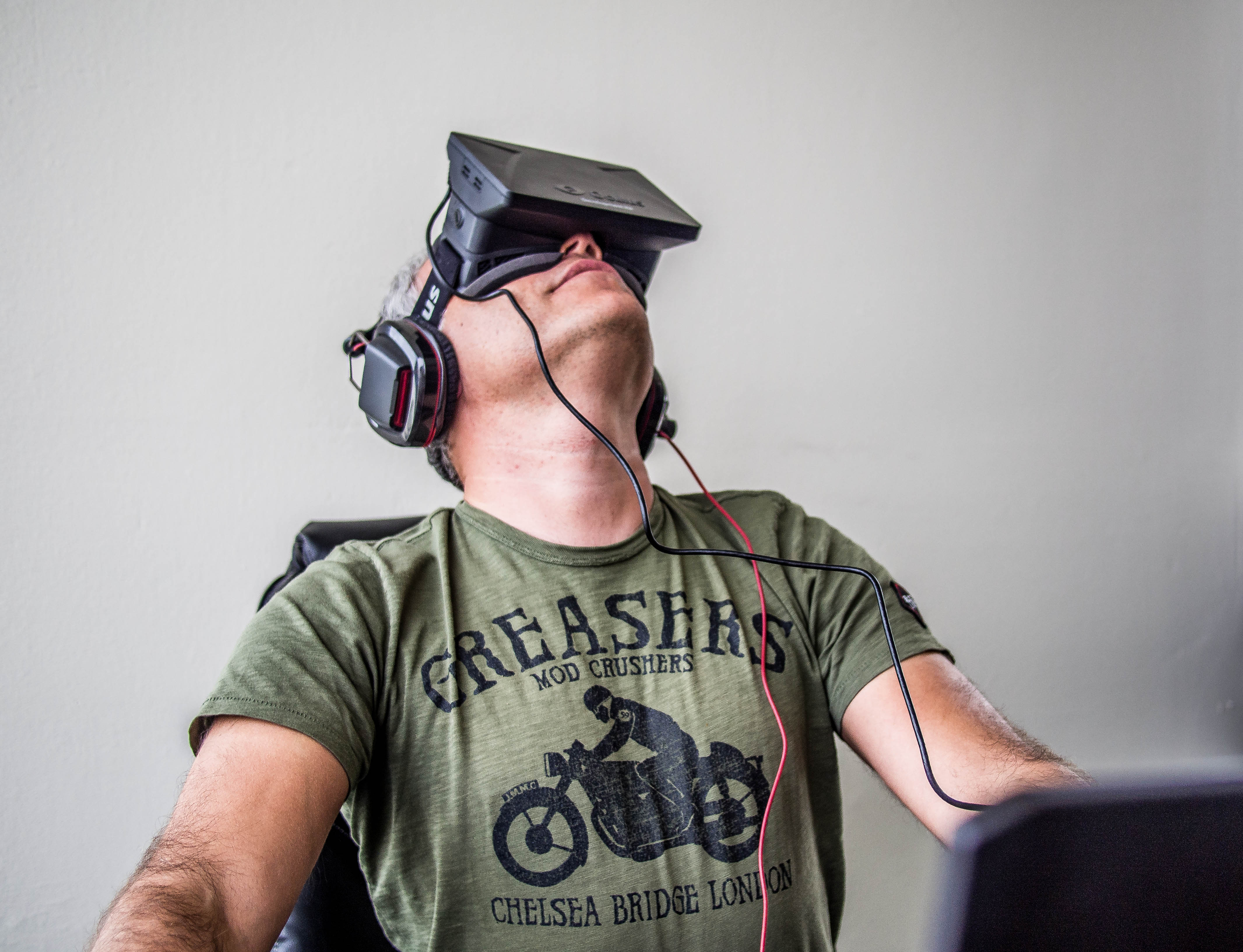
Een persoon met de ontwikkelaarskit van Oculus Rift.

De Oculus Rift is een VR-bril met een breed stereoscopisch gezichtsveld ontwikkeld voor gamers. Het toestel meet de bewegingen van het hoofd van de speler zodat deze bewegingen gebruikt kunnen worden als besturing in het spel. Dit zorgt ervoor dat de speler zich meer ondergedompeld voelt in de virtuele wereld.
Er werd via een Kickstarter-campagne 2,4 miljoen dollar ingezameld voor de ontwikkeling van deze VR-bril.
In 2013 werd de ontwikkelaarsversie uitgebracht. Een consumentenversie kwam uit op 18 maart 2016.

## Geschiedenis
Het bedrijf Oculus VR werd opgericht door Palmer Luckey en de mede-oprichters van Scaleform. Palmer Luckey studeerde aan het Institute for Creative Technologies van de universiteit van Zuid-Californië. Na gewerkt te hebben als freelancer voor het herstellen van gsm's en computers kreeg hij een baan bij het Mixed Reality Lab dat hij later verliet om Oculus VR op te richten. Verder beweert Palmer Luckey in het bezit te zijn van de grootste privécollectie van VR-brillen.
Op 1 augustus 2012 werd de inzameling op Kickstarter gestart. Door de steun van John Carmack kreeg de Oculus Rift veel aandacht. Na slechts 4 uur werd het vooropgestelde doel van $ 250.000 behaald en in minder dan 36 uur werd de grens van $ 1 miljoen gehaald, uiteindelijk eindigde de inzameling op een totaalbedrag van $ 2,4 miljoen.
Op 7 augustus 2013 werd aangekondigd dat mede-oprichter van id Software John Carmack aangenomen zou worden als de Chief Technology Officer van het bedrijf.
Op 25 maart 2014 werd aangekondigd dat Meta het bedrijf voor 2 miljard dollar heeft overgenomen.

## Hardware
Het prototype heeft ondertussen al heel wat verandering gezien, het eerste model was basaal en gebruikte plakband om de delen bij elkaar te houden. Dit was niet geschikt voor massaproductie.

### Display
Het 5,6 inch (14,2 cm) lcd-scherm dat men wilde gebruiken werd niet langer geproduceerd en had heel wat tekortkomingen. Het nieuwe display heeft een diagonaal van 7 inch (17,8 cm), een resolutie van 1280×800 pixels en een verversingssnelheid van 60Hz. Het scherm heeft ook een hogere helderheid, meer contrast en hogere kleurnauwkeurigheid. Echter de twee belangrijkste verschillen met het vorige display zijn een hogere pixel fill en een snellere pixelresponstijd. Hierdoor is er minder sprake van het screen-door-effect en minder bewegingsonscherpte tijdens het bewegen van het hoofd.
Met de nieuwe resolutie van het scherm ziet elk oog een beeld met een resolutie van 640×800 pixels. Maar in tegenstelling tot de meeste 3D-displays is het gezichtsveld groter dan 640 pixels omdat de beide beelden niet geheel overlappen. Door de lenzen bekomt men nu een gezichtsveld met een horizontale breedte van 90° en 110° diagonaal, nagenoeg het dubbele van concurrerende toestellen.

### Sensors
Ook de bewegingssensoren van het prototype werden vervangen. De eerdere versie had last van vertraging of lag tussen de beweging van het hoofd van de gebruiker en het registreren hiervan. De nieuwe sensors nemen samples aan een snelheid van 1000Hz tegenover de 250Hz van het prototype. Hierdoor treedt er slechts een vertraging op van 2ms tussen het bewegen en de eigenlijke registratie hiervan door de game engine. Een lage latentie is cruciaal om een gevoel van realisme te scheppen in virtual reality. Er wordt gebruikgemaakt van 3-as-gyroscopen, versnellingsmeters en magnetometers zodat de absolute positie zonder drift bepaald kan worden.

### Versies

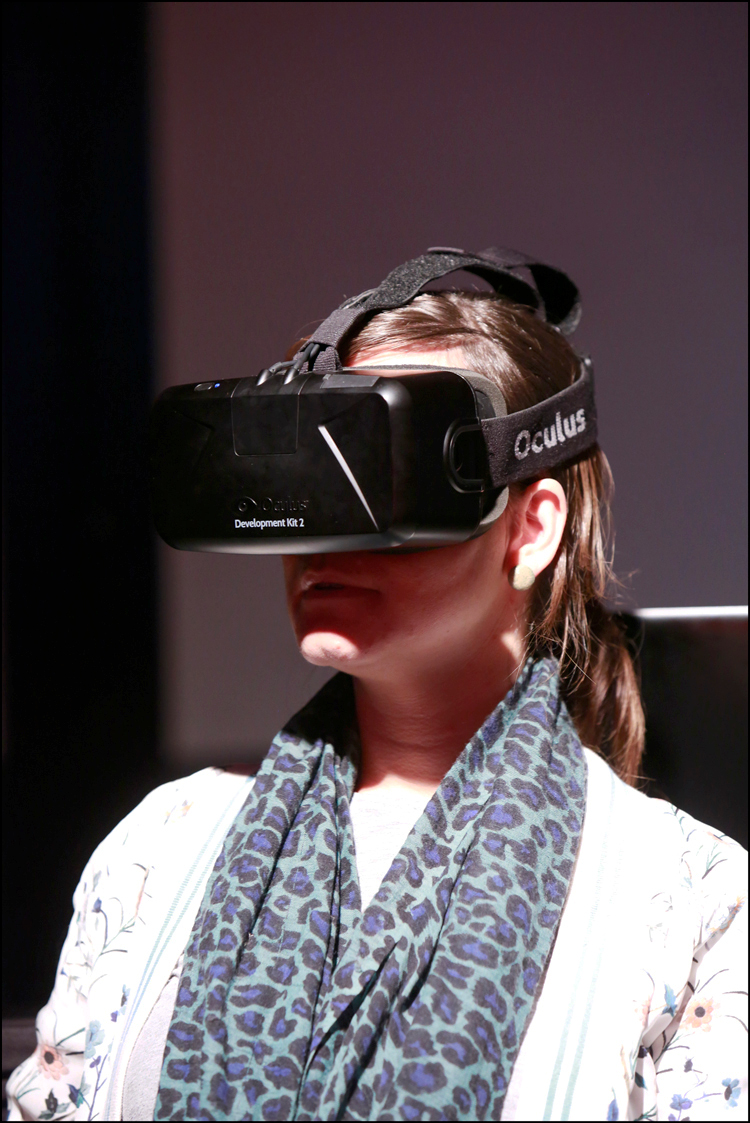
Een gebruiker met versie 2

De ontwikkelaarsversie weegt 379 gram, 90 gram meer dan het prototype vanwege het grotere scherm, en wordt verscheept zonder hoofdtelefoon. De headset heeft aan elke zijde een schroef waarmee men met een schroevendraaier de afstand tussen het oog en het scherm kan regelen. Verder worden er verschillende lenzen meegeleverd die gebruikt kunnen worden voor dioptrische correctie. De instelling voor interpupillaire afstand wordt met software gedaan. De ontwikkelaarsversie heeft een DVI en een HDMI-ingang voor het controlekastje. Beide kabels en een adapter van DVI naar HDMI worden meegeleverd. Het controlekastje wordt gebruikt om de metingen van de sensors naar de computer te sturen via USB. Het energieverbruik van het toestel ligt iets hoger dan een standaard USB. Daarom wordt ook een externe adapter meegeleverd.
Oculus Rift 2.0 (DK2) is in juli 2014 uitgebracht.Deze had meerdere verbeteringen ten opzichte van het eerste prototype. Zo was er een hogere resolutie (960×1080 per oog) werd er gebruikgemaakt van Amoled beeldscherm, een hogere framerate, werd de positie van het hoofd gevolgd, afneembare kabels en was er niet langer een noodzaak voor een extern controlekastje.
Bij het uit elkaar sleutelen van de DK2 kwam naar voren dat het scherm dat gebruikt werd dat van een Samsung Galaxy Note 3 smartphone is.

## Software
Om correct met de Oculus Rift te kunnen werken, moeten spellen en spelplatformen speciaal ontworpen of aangepast worden. Oculus heeft een SDK ontwikkeld om spelontwikkelaars hiermee te helpen. De SDK bevat code, voorbeelden en documentatie en is toegankelijk voor iedereen die een ontwikkelaarskit via Kickstarter of hun website heeft besteld. De integratie met spellen zal eerst gebeuren voor pc's en smartphones en veel later ook voor consoles.
Team Fortress 2 was het eerste spel dat ondersteuning bood voor de Oculus Rift en kan momenteel gratis gespeeld worden met de ontwikkelaarsversie. De tweede titel die ondersteuning biedt is Museum of Micro Star dat op 13 april 2013 op de markt kwam. Half-Life 2 was het derde en Hawken zal waarschijnlijk het vierde zijn. Hawken werd hevig gepromoot tijdens de Kickstarterscampagne en werd ook gebruikt als demo tijdens GDC. Doom 3: BFG Edition ging normaal het eerste spel zijn met ondersteuning voor de Oculus Rift, maar
Id Software heeft het spel nog niet aangepast om het nieuwe display en de nieuwe sensoren te ondersteunen.
The Gallery: Six Elements zal het eerste spel zijn dat volledig ontworpen wordt voor de Oculus Rift in plaats van er enkel ondersteuning voor te bieden. Dit is belangrijk omdat de meeste spellen elementen gebruiken die niet goed over te brengen zijn naar VR zoals een HUD, menu's en het niet zichtbaar zijn van het eigen lichaam.
Epic Games, de ontwikkelaars van de Unreal Engine, hebben aangekondigd dat de engine de Oculus Rift zal ondersteunen. David Helgason, de CEO van Unity Technologies heeft ook aangekondigd ondersteuning te bieden voor de Oculus Rift met de engine van Unity3D. John Carmack maakte bekend om de Oculus Rift integraal deel te laten uitmaken van de ontwikkelingsfase van Doom. Ook Star Citizen, het RPG-spel dat ontwikkeld wordt door Chris Roberts, zal ondersteuning bieden voor de Oculus Rift.
Inmiddels zijn er opensourcestuurprogramma's geschreven voor de Oculus Rift, waaronder Vireio Perception VR. Deze maken het mogelijk verscheidene games te spelen die officieel geen ondersteuning bieden voor de headset zoals Left 4 Dead 1 en 2, The Elder Scrolls V: Skyrim en Portal 1 en 2.
Er is ook een closedsourcestuurprogramma in ontwikkeling, genaamd VorpX, dat ondersteuning biedt voor DirectX 9 tot 11. Hierdoor zou er een brede verscheidenheid van spellen kunnen worden ondersteund.
De spellen ontwikkeld voor de Oculus Rift waren ook beschikbaar voor andere virtualrealitybrillen zoals de HTC Vive. Oculus heeft echter recent besloten geen toegang meer te verlenen tot de spellen indien de gebruiker niet gebruik maakt van de Oculus Rift. Dit in tegenstelling tot wat oprichter Palmer Luckey in 2015 wereldkundig maakte. Hij gaf toen aan dat Oculus andere VR-brillen altijd toegang zou geven tot de Oculus-software zolang deze gekocht worden via Oculus.